# Baciro Candé
Baciro Candé (* 6. April 1967 in Catió) ist ein ehemaliger guinea-bissauischer Fußballspieler und heutiger -trainer.

## Karriere

### Spieler
Als Spieler war er in Portugal aktiv und spielte von der Spielzeit 1985/86 bis 1986/87 beim Clube Desportivo Recreativo Massamá. Danach spielte er den Rest der Saison noch bei Estrela Amadora und für die Saison 1987/88 gehörte er nochmal der Mannschaft von Amora an.

### Trainer
Ab 2001 war er erstmals Nationaltrainer der A-Nationalmannschaft von Guinea-Bissau. Dieses Amt hatte er dann bis 2010 inne. Danach war er für mehrere Klubs zuständig, darunter von 2013 bis 2014 auch AD Oeiras. Seit 2016 ist er mittlerweile wieder Nationaltrainer von Guinea-Bissau und brachte das Team bislang vier Mal in Folge zur Teilnahme am Afrika-Cup.